# フランク・アッバンダンド
フランク・アッバンダンド（Frank "The Dasher" Abbandando、1910年7月11日 - 1942年2月19日）はイタリア系アメリカ人でマーダー・インクの殺し屋。逃げ足の早さからダッシャーの異名を得た。

## 概要
ブルックリン生まれ。10代の頃から犯罪に手を染め、商店ゆすり・恐喝をしていた。オーシャンヒルでイタリア系ストリートギャングを率いたハリー・マイオーネの部下となり、高利貸しやヤミ賭博を運営した。ドジャースファンで自らも野球をたしなんだ。立派な体格をしており、更生施設に収容された時に参加した野球チームでは抜群の走力を見せた。仕事がないときは若い女性を探しては性的暴行を加え、また高価な服を身にまとい、高級車を乗り回した。
1931年、ブラウンズヴィルのエイブ・レルズがシャピロ兄弟と対立した際、レルズの呼びかけに応じて、シャピロ相手の抗争に参加した。1931年7月19日、ドライブ中のメイヤー・シャピロを、レルズ、ハリー・ストラウスと共に追いかけ、ショットガンとリボルバーで銃撃した。撃ち返されて壮絶なガンバトルとなったが、メイヤーに振り切られた直後、派手な銃声を聞いた近くのパトカーに追いかけられ、警察とも銃撃戦となった。7月11日のアーヴィング・シャピロ殺害の容疑者としてレルズ、ストラウスと共に逮捕されたが、証拠なく釈放された。
シャピロ兄弟を始末し、ブラウンズヴィルを制覇した一派は、ルチアーノやルイス・"レプケ"・バカルターのシンジケート組織に取り入れられ、契約殺人を請け負う暗殺組織になった。使う武器はアイスピックを好んだといわれ、30人を殺害したとされる。
1940年5月、レルズの密告で捕まった。
1940年5月27日、1937年のジョージ・ラドニック殺害容疑により第1級殺人罪でマイオーネと共に死刑を宣告された。判決を受けて退廷する際、「死刑は気にしていない、どうせ他の殺人でも問われるから時間の問題だった、ただ苛立たしいことが2つある。ドジャーズの試合を見られないことと、レルズが我らと電気椅子に行かないことだ」とコメントした。1942年2月19日、マイオーネと共に電気椅子で処刑された。